# Didemnum lacertosum
Didemnum lacertosum är en sjöpungsart som beskrevs av Monniot 1995. Didemnum lacertosum ingår i släktet Didemnum och familjen Didemnidae. Inga underarter finns listade i Catalogue of Life.